# Pettoranello del Molise
Pettoranello del Molise é uma comuna italiana da região do Molise, província de Isérnia, com cerca de 426 habitantes. Estende-se por uma área de 15 km², tendo uma densidade populacional de 28 hab/km². Faz fronteira com Carpinone, Castelpetroso, Castelpizzuto, Isernia, Longano.

## Demografia
| Variação demográfica do município entre 1861 e 2011                               |
|                                                                                   |
| Fonte: Istituto Nazionale di Statistica (ISTAT) - Elaboração gráfica da Wikipedia |